# Maráz Anna
Maráz Anna (Mike, 1949. november 9.– ) magyar mikrobiológus, élelmiszervegyész, egyetemi tanár, professor emerita.

## Élete
A Somogy vármegyei Mike településen született 1949. november 9-én. Felsőfokú tanulmányait a szegedi József Attila Tudományegyetem Természettudományi Karán folytatta, ahol okleveles biológus minősítést szerzett. Alig négy évvel később, 1977-ben ugyanott szerezte meg a doktorátusát, mikrobiológiai területen. 1989-ben szerezte meg a biológiai tudományok kandidátusa fokozatot, 1997-ben pedig a Kertészeti és Élelmiszeripari Egyetemen lett a kémiai tudományok habilitált egyetemi doktora, mikrobiális biotechnológia szakterületen.
Diplomázás után két évig volt a szegedi egyetem Mikrobiológiai Tanszékének gyakornoka, majd 1975-ben tanársegédi, 1979-ben pedig adjunktusi kinevezést kapott ugyanott. 1982-ben a Központi Élelmiszeripari Kutató Intézet Biotechnikai Laboratóriumának vezetőjévé nevezték ki, tudományos munkatársi beosztásban. 1985-ben kezdett tanítani a Kertészeti és Élelmiszeripari Egyetem Élelmiszeripari Karán, a Mikrobiológiai és Biotechnológiai Tanszék munkatársaként, az első két évben szintén mint tudományos munkatárs, 1987-től adjunktus, 1990-től pedig egyetemi docens. 1997-ben választották először a tanszék vezetőjének, e tisztségét az egyetem több szervezeti átalakításától függetlenül egészen 2014-ig viselte. 1998-ban egyetemi tanári címet szerzett, 2000 és 2007 között az Élelmiszertudományi Kar tudományos és kapcsolatfejlesztési dékánhelyettese is volt.

## Szakmai tevékenysége
Oktatóként az alaptantárgyai az általános mikrobiológia, mikrobiális genetika, élelmiszer-mikrobiológia és -higiénia, valamint élelmiszer-biotechnológia, de voltak molekuláris biológiával és mikrobiológiával, mikológiával, a biotechnológia biztonsági, etikai és jogi kérdéseivel, illetve a transzgénikus élőlények előállításával és ennek biztonságával foglalkozó tantárgyai is. 2008-2015 között az élelmiszerbiztonsági- és minőségi mérnök MSc szak vezetője volt, PhD-képzésben pedig az Élelmiszertudományi Doktori Iskola törzstagja.
Kutatóként elsősorban az élesztőgombák biotechnológiájával, ezen belül törzsjavítással, molekuláris identifikálással és tipizálással, továbbá élelmiszer-biztonsággal, ezen belül a patogén baktériumok molekuláris diagnosztikájával és az endofita baktériumokkal foglalkozik. További gyakorlati kutatási projektjei voltak: élelmiszeripari melléktermékek továbbhasznosítása hozzáadott értéket képviselő mikrobiális termékek előállításával, élesztőgombás fermentációk populációdinamikájának vizsgálata molekuláris módszerekkel, humánpatogén élesztőgombák, illetve élelmiszerbiztonsági jelentőségű és romlást okozó baktériumok molekuláris identifikálása és diagnosztikája, valamint endofita baktériumok vizsgálata és biokontroll hatásuk élelmiszerrel terjedő patogének ellen. Kutatta a borerjedés élesztőgombáinak populációdinamikáját is.

## Díjai
- A Kertészeti és Élelmiszeripari Egyetem kiváló dolgozója kitüntetés (1989)
- Manninger Rezső-emlékérem (mikrobiológiai tagozat, 2000)
- Az Országos Tudományos Diákköri Tanács Mestertanár kitüntetése (2001)
- Újhelyi Imre-emlékérem (2004)
- A Budapesti Corvinus Egyetem élelmiszeripari karának „Pro Facultate” elismerése (2010)
- A Budapesti Corvinus Egyetem Aranyérme (2014)
- A Magyar Érdemrend tisztikeresztje (2017)